# Спрингфилдска мафија
Спрингфилдска мафија је измишљена група италијанских мафијашких група из Спрингфилда која се појављује у анимираној серији Симпсонови. Главна мафијашка фамилија је Д`Амико фамилија чији је вођа Дебели Тони. Поред ове постоје још две фамилије а то су Калабреси и Кастеланета фамилије.

## Чланови

#### Босови
- Бос - Марион Ентони „Дебели Тони“ Д'Амико
  - Глуме боса док је Тони у болници - Барт Симпсон/Хомер Симпсон/Мајкл Д'Амико
- Дон Виторио Ди Мађо (глас му позајмљује Ханк Азарија са стереотипним италијанским акцентом)

#### Чланови
- Легс
- Луи
- Џони „Круте усне“
- Мајкл Д`Амико
- Џои
- Френки „Врисак“
- Џими Цинкарош
- Дебели Тони